# 美祢社会復帰促進センター

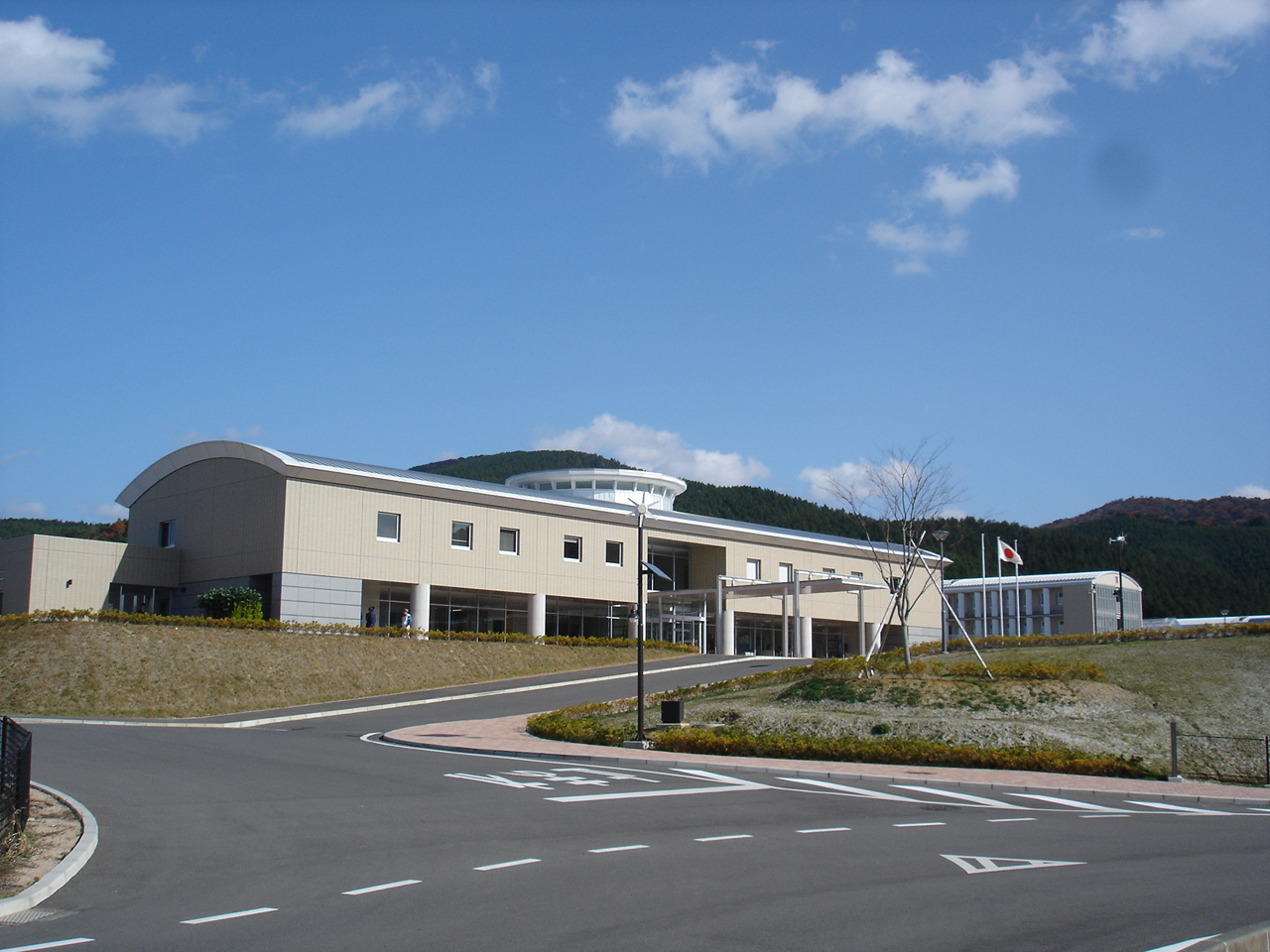
美祢社会復帰促進センター

美祢社会復帰促進センター（みね しゃかいふっき そくしんセンター、英: Mine Rehabilitation Program Center）は、山口県美祢市豊田前町にある、日本初のPFI方式により設置された刑務所（矯正施設）である。半官半民の施設であることから、俗に「民活刑務所」（「PFI＝民間資金活用による社会資本整備」の略）と呼称される。

## 概要
JR美祢線美祢駅よりブルーライン交通の路線バス（豊田町西市行き）で御注連(みしめ)下車。
2007年5月13日に開所し、運用を開始した。刑務所ではあるものの、「刑務所」の名称は用いられていない。
元々、この場所は地域振興整備公団が造成し、関連公共事業を美祢市が実施して整備した工業団地「美祢テクノパーク」であった。バブル崩壊に伴う景気低迷の影響もあって、1997年9月の分譲開始以来、一社の企業も進出していない状態が続いていた。
当時、定員を超えた過剰収容の刑務所が続出する事態が生じていた。これを踏まえて、美祢テクノパークの利活用方法を模索していた美祢市が、2001年より矯正施設の誘致に乗り出すこととなった。地元の豊田前地区では一部で不安と反発もみられたが、一方で雇用や施設関連の消費への期待もあった。2004年10月には法務大臣から美祢市での矯正施設の新設が発表された。
さらに、構造改革特区の指定を受けた地域で、PFI手法による刑務所の設置が可能となったことを受け、この施設をPFI事業により整備することが決定された。2005年4月22日に事業者選定の競争入札が行われ、セコム、清水建設、小学館プロダクションを中心とした「美祢セコムグループ」が落札した。セコム・新日本製鐵などが中心となり、SPC（特定目的会社）である「社会復帰サポート美祢株式会社」を設立し、整備・運営にあたっている。受付、見張り、巡回、教育、清掃、給食の業務を民間が担当するというフランス型に近い混合運営施設方式をとる。
その後、定員を超えた過剰収容の女子刑務所が続出する事態が生じていたことから、2011年10月に女子収容棟を増設した。

## 収容分類級
A級、WA級、YA級といった、いずれも初犯の者で、かつ就業経験や出所後の身元引き受けなども問題がない「スーパーA」といわれる受刑者を収監している。
1. 準初犯を除く初犯者である。
2. 他人の生命または身体、精神に回復困難な損害を与える犯罪（殺人、強盗殺人、強盗、強姦）を犯した者ではない。
3. 執行刑期が概ね懲役1年-5年程度である。
4. 概ね26歳以上60歳未満である。
5. 心身に著しい障害がない。
6. 集団生活に適応できる。
7. 引受人がいるなど帰住環境が良好である。
8. 同一の職または職場で3年以上勤務した経験がある。

上述などの条件を満たす者に限ることとされている（女性は1と5の条件を満たす者）。
そもそも、「スーパーA級」や「WA級（女性のA級）」などという分類級は法的には存在しない。だが、他の刑務所とは違い、入所には上記の条件が必要であることから美祢社会復帰促進センターにのみ使われているものである。

## 収容定員
- 1,300人（男子500人・女子800人）

## 組織

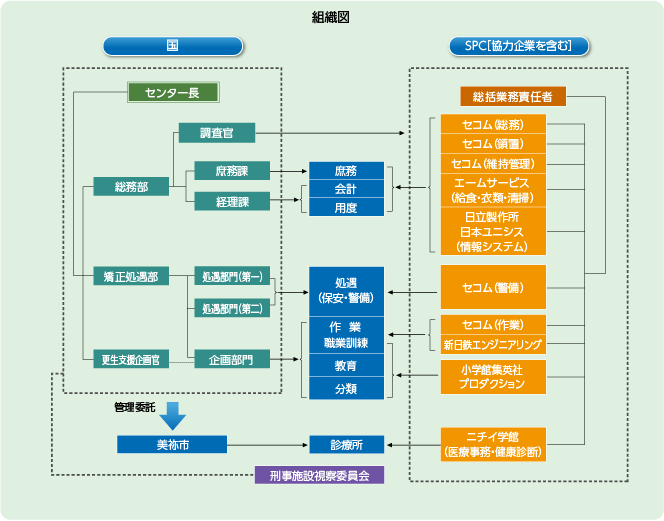
出典：美祢社会復帰促進センターホームページ（http://www.mine-center.go.jp/）

右下画像を参照。

## 施設など

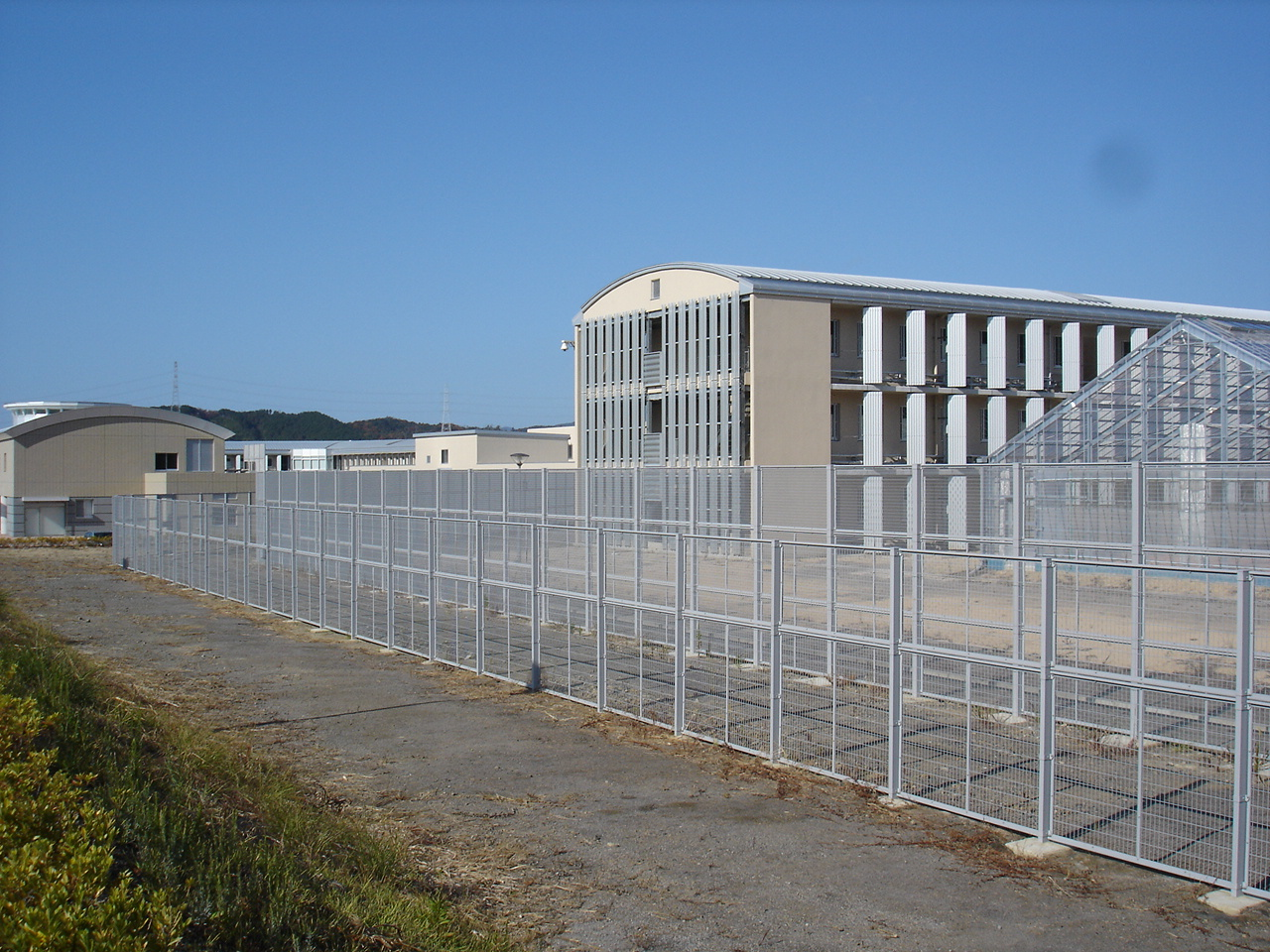
フェンス及び施設の一部

通常の刑務所とは異なり、コンクリートの外壁ではなく3重のフェンスが周囲を取り囲んでいる。建物は男性用3棟（3階建て）・女性用5棟（3階建て）となっている。
居室は95%が個室となっている。窓には鉄格子を取り付ける代わりに、強化ガラス製の窓ガラスが使用されているなど、開放的な造りとなっている。個室には、テレビ、ベッド、机、鍵付きの棚が完備されている他、作業時間等を除き、就寝1時間前までは部屋から多目的スペースまでの同じ階に限り自由に出入りすることができる。水洗トイレの便器がむき出しとなっている点を除いて、ビジネスホテルの客室のような構造となっている。
受刑者に自律性を身につけさせるため、施設内の一部エリアは刑務官の付き添いなしでの移動が認められている。なお、安全確保のため、受刑者には胸の位置にICタグを内装した衣服の着用が義務づけられており、受刑者の居場所の把握などに活用されていることに加え、200台以上の監視カメラによって24時間監視が行われている。
なお、法律上、民間の警備員は脱走や反逆を図った受刑者を取り押さえるなど、公権力の行使ができないため、通常の刑務所同様、刑務官も配置されている。警備員はあくまでも受刑者の監視や秩序維持を担当し、不用意に受刑者に接触することは許されておらず、刑務官や警察官が来るまで当該受刑者を追跡し逃げ道をふさぐことや、正当防衛・緊急避難に徹することしかできない。

## 問題点・報道等
居室が他の刑務所と比べて格段に快適と評されているため、ホームレスとして過ごしたり安宿に宿泊するよりも快適といわれており、味を占めた受刑者の再犯率が高まるのではないかと懸念されているが、収容分類級に書かれたような受刑者だけを収容することから、その心配は少ないと思われる。なお、当所に限らず、刑務所に居場所を求めるが故の再犯が近年問題視されている。
日本初のPFI刑務所ということもあり、一般的な刑務所との比較報道も多いが、その際に、美祢社会復帰促進センターが100%民間委託された「民営刑務所」であるとの事実誤認があることが多々ある。
なお、2007年10月13日に開所された3例目となる栃木県さくら市の「喜連川（きつれがわ）社会復帰促進センター」は「半官半民刑務所」、「民活刑務所」（「PFI＝民間資金活用による社会資本整備」の略）と報道されている。